# Bank von Algerien
Die Banque d’Algérie (arabisch بنك الجزائر, DMG Bank al-Ǧazāʾir, Englisch: Bank of Algeria) ist die Zentralbank von Algerien. Die Bank hat ihren Sitz in Algier. Die Organisation der Bank umfasst den Conseil de la Monnaie et du Crédit, die Commission Bancaire (Bankenkommission) und die Banque d’Algérie selbst. 
Die Banque d’Algérie legt die Bedingungen fest, unter denen Banken und Finanzinstitute aus Algerien und dem Ausland in Algerien tätig sein und dort tätig werden dürfen. Außerdem werden die Bedingungen festgelegt, unter denen eine solche Erlaubnis geändert oder widerrufen werden kann. Die Bank gibt außerdem den Algerischen Dinar aus, bestimmt den Leitzins und verwaltet die Devisenreserven.
Die Bank ist Mitglied der Bank für Internationalen Zahlungsausgleich.

## Geschichte
Am 13. Dezember 1962 wurde die Vereinbarung zur Übertragung des Emissionsprivilegs der Bank von Algerien unterzeichnet. Diese Vereinbarung umfasst zwei Finanzvereinbarungen zwischen dem algerischen Finanzminister Ahmed Francis und dem französischen Botschafter Jean-Marcel Jeanneney über die Beziehungen zwischen dem algerischen und dem französischen Finanzministerium sowie über die Übertragung der algerische Zentralbank an die Regierung des unabhängigen Algerien.